# Carlos Escudé
Pour les articles homonymes, voir Escudé.
Carlos Escudé (Buenos Aires, 10 août 1948 – Buenos Aires, 1er janvier 2021) est un intellectuel argentin.

## Source
- (es) Cet article est partiellement ou en totalité issu de l’article de Wikipédia en espagnol intitulé « Carlos Escudé » (voir la liste des auteurs).